# (31771) Kirstenwright
(31771) Kirstenwright est un astéroïde de la ceinture principale.

## Description
(31771) Kirstenwright est un astéroïde de la ceinture principale. Il fut découvert le 13 mai 1999 à Socorro (Nouveau-Mexique) par le projet LINEAR. Il présente une orbite caractérisée par un demi-grand axe de 3,18 UA, une excentricité de 0,07 et une inclinaison de 9,3° par rapport à l'écliptique.

## Compléments